# Castell i muralla d'Horta de Sant Joan
El castell i muralla d'Horta de Sant Joan són un conjunt d'edificacions defensives a la vila d'Horta de Sant Joan (la Terra Alta) declarat bé cultural d'interès nacional. Segons un estudi dut a terme recentment, a partir de la informació que aporten els capbreus de la població, es distingeixen dos recintes diferenciats corresponents al castell i a la muralla. S'ignora la fundació d'Horta, però sembla que deu els seus orígens als alarbs tortosins. La primera notícia que existeix de l'indret i del castell data del 1153, esmentat al document de donació del castell de Miravet a l'orde del Temple. L'any 1165 el rei Alfons el Cast atorga la primera carta de poblament de la Terra Alta, segons els furs de Saragossa, i en aquest mateix document el rei es reserva el castell. El 1166 la casa de Montcada posseïa el castell, i el 1182 passa a mans del templers definitivament. El castell va ser la seu de la comanda templera d'Horta als seus inicis, i es documenta el 1193. L'últim dels elements que integraven el castell, la torre mestra, va ser enderrocada el 1771.
La comanda d'Horta va seguir una evolució paral·lela a la resta de possessions de l'orde a la contrada, i va passar a mans dels hospitalers el 1317, que n'ostentarien la propietat ininterrompudament fins al segle xix.

## Castell
El castell se situaria a la part més elevada de la vila on anteriorment hi hauria un "hisn" musulmà. El perímetre del castell cristià podria coincidir amb el de l'"hisn", del qual podria haver aprofitat algun elements. Se sap que tenia muralla de tancament perimetral amb 9 bestorres i una torre circular situada a l'interior del recinte, a la seva part més alta. A l'interior hi havia una capella. El 1706 es destrueix el castell i resta només la torre que també s'enderrocà posteriorment el1771. El perímetre de la muralla que tancava el recinte se situaria a les parets mitgeres de les cases que hi ha als carrers Moragrega i Grau. No es conserven restes visibles del castell, els murs i estructures del qual estarien al subsòl o integrades en les actuals edificacions.

## Muralla
Envoltant l'antic nucli del castell, i segons consta en documentació del segle xvii, sembla que hi hauria hagut un segon recinte corresponent a l'Albacar de l"hisn" andalusí. El perímetre d'aquest recinte es podria delimitar resseguint la línia posterior dels edificis del Carrer Bonaire, i continuant el traçat cap a l'actual carrer d'Esteve Messeguer.
La muralla medieval de tancament de la vila d'Horta de Sant Joan se situaria en la banda de migdia de la població. L'hipotètic recorregut d'aquesta muralla es podria traçar resseguint la part posterior de les cases de la banda est del Carrer dels Cavallers (actual santa Anna), i dels carrers Hospital, Bonaire, Mig (actual Picasso), i Baix. De la resta de trams de la muralla se'n conservaria algun possible tram per la banda de les façanes posteriors de les cases del carrer de Baix (núm. 34, 26 i 30). Encara que no es pot afirmar amb total seguretat, hi ha prou indicis per pensar que les restes de mur que es conserven en aquest indret puguin correspondre a la muralla baix medieval. Pel que fa als portals de la muralla, tot i que no s'han conservat en la seva estructura original, es té constància de la seva existència gràcies a diversa documentació. La ubicació dels portals vindria determinada per les principals vies d'accés a la vila, i ens han arribat notícies de l'existència de 6 portals i la seva possible ubicació, que serien: el portal d'en Gilet, dels Angelets o de l'Hospital (situat a l'extrem del carrer Hospital); el portal de Santa Maria o de na Carbona (a l'extrem dels carrers Baix, Picasso i santa Anna); el portal d'en Torres (a la confluència dels carrers Comanda i Bonaire), i els altres 3, portal de n'Asnar, el Portalet i la portella de la baixada del Tambor, dels quals és més difícil precisar la ubicació.